# Rafał Ratajczyk
Rafał Daniel Ratajczyk (Żyrardów, 5 de abril de 1983) es un deportista polaco que compitió en ciclismo en las modalidades de pista, especialista en las pruebas de puntuación y ómnium, y ruta.
Ganó dos medallas en el Campeonato Mundial de Ciclismo en Pista, plata en 2006 y bronce en 2007, y cinco medallas en el Campeonato Europeo de Ciclismo en Pista entre los años 2006 y 2011.

## Medallero internacional
| Campeonato Mundial | Campeonato Mundial          | Campeonato Mundial | Campeonato Mundial |
| Año                | Lugar                       | Medalla            | Competición        |
| ------------------ | --------------------------- | ------------------ | ------------------ |
| 2006               | Burdeos ( Francia)          | Medalla de plata   | Puntuación         |
| 2007               | Palma de Mallorca ( España) | Medalla de bronce  | Scratch            |
| Campeonato Europeo |                             |                    |                    |
| Año                | Lugar                       | Medalla            | Competición        |
| 2006               | Ballerup ( Dinamarca)       | Medalla de plata   | Ómnium             |
| 2007               | Alkmaar ( Países Bajos)     | Medalla de plata   | Ómnium             |
| 2009               | Gante ( Bélgica)            | Medalla de oro     | Ómnium             |
| 2010               | Pruszków ( Polonia)         | Medalla de bronce  | Ómnium             |
| 2011               | Apeldoorn ( Países Bajos)   | Medalla de oro     | Puntuación         |

1. 1 2 3  Campeonato Europeo realizado sólo para la disciplina de ómnium.